# Suchoi Su-29

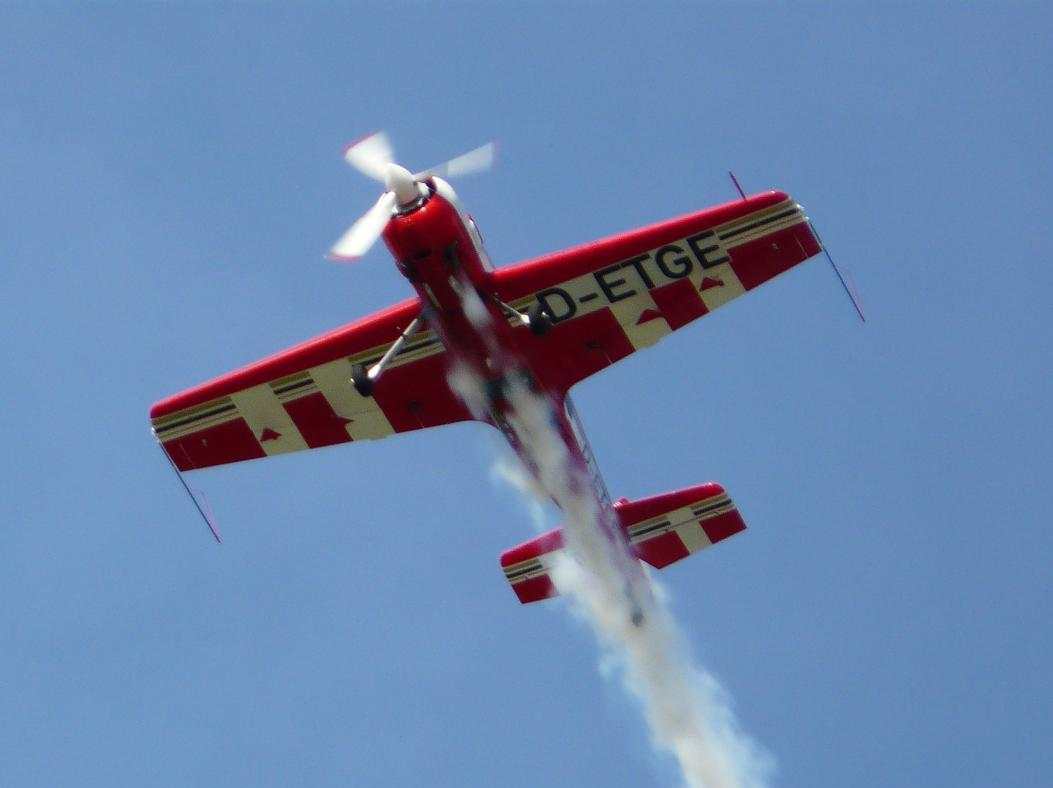
„Smoke on“ Su-29 D-ETGE

Die Suchoi Su-29 (russisch Сухой Су-29) ist ein mit einem Tandemcockpit ausgerüstetes zweisitziges Flugzeug auf Basis der Suchoi Su-26MX. Mit ihr wollte Suchoi hauptsächlich den nordamerikanischen Markt abdecken und so eine wichtige Einnahmequelle für US-Dollar erschließen.

## Entwicklung
Die Entwicklung begann 1990 und orientierte sich an der Su-26M. Der noch nicht geflogene Prototyp wurde erstmals auf dem Aérosalon 1991 in Le Bourget ausgestellt. Ihren Erstflug machte die Maschine am 9. August 1991 mit Jewgeni Frolow im Cockpit. Zwei weitere Prototypen flogen im Herbst 1991 und im Frühjahr 1992. Kurz danach folgten bereits erste Serienmaschinen.
Eine Maschine wurde mit der Bezeichnung Su-29LL als Erprobungsträger für den Superleicht-Schleudersitz SKS-94 umgebaut.
Zu den Nutzern gehören neben den Streitkräften Russlands und Argentiniens auch Privatleute in Argentinien, Australien, Deutschland, Großbritannien, Italien, Südafrika und den USA.
Zu den Weiterentwicklungen der Su-29 gehören die Suchoi Su-31.

## Nutzer

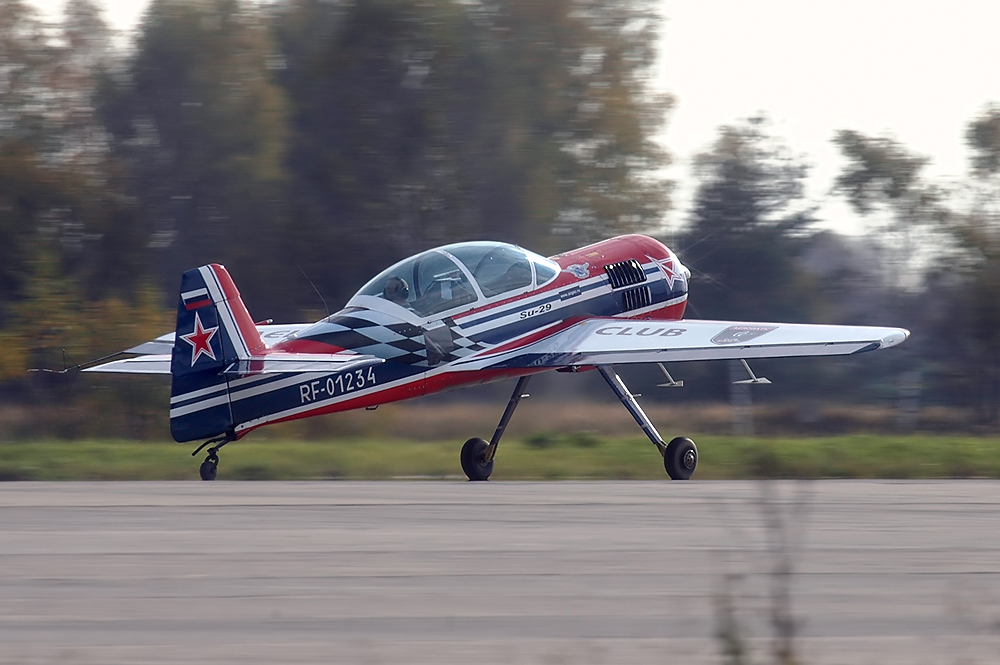
Su-29 am Militärflugplatz Kubinka

Russland
DOSAAF
 Argentinien
Die Escuadrilla acrobatica Cruz del Sur der Fuerza Aérea Argentina flog acht Flugzeuge.
 Österreich
Flying Bulls
 Tschechien
Tschechische Kunstflugstaffel

## Technische Daten
| Kenngröße                 | Daten                 |
| ------------------------- | --------------------- |
| Baujahre                  | 1991–2003             |
| Hersteller                | Suchoi                |
| Spannweite                | 8,20 m                |
| Länge                     | 7,29 m                |
| Höhe                      | 2,89 m                |
| Flügelfläche              | 12,20 m²              |
| Leermasse                 | 760 kg                |
| Startmasse                | max. 1220 kg          |
| Besatzung                 | 1–2                   |
| Steigleistung             | 16 m/s                |
| Höchstgeschwindigkeit Vne | 450 km/h              |
| Reichweite                | max. 1200 km          |
| Triebwerk                 | ein Wedenejew M-14 PF |
| Leistung                  | 294 kW (400 PS)       |
| g-limit                   | +11 / −9              |